# Militär-Apparat MA-7
Der Militär-Apparat MA-7 war ein im Jahre 1924 von August Haefeli in den Werkstätten der K+W Thun als Prototyp gebautes Jagdflugzeug der Luftwaffe der Schweizer Armee.

## Geschichte und Konstruktion
Den Auftrag für den Bau eines leistungsfähigen Jagdflugzeuges kam vom Eidgenössischen Militärdepartement. Der Aufbau des einstieligen Doppeldeckers in Holzbauweise mit Stoffbespannung und Tragflächenverstrebungen mit N-Streben, entsprach dem der aus dem Jahre 1918 stammenden Fokker D.VII. Die Eignungstests an dem Flugzeug für die Fliegertruppe begannen ab Februar 1926.
Der Prototyp wurde 1926 an den Hersteller wegen unbefriedigender Flugeigenschaften und Flugleistungen retourniert. Der Hersteller antwortete darauf mit dem Einbau eines 400 PS starken LFW-12 X-1 Motors der Lokomotivfabrik Winterthur. Dieser Motor war aber in seinen Abmessungen zu gross und mit seinem Gewicht zu schwer. Daraufhin wurden das gesamte MA-7 Projekt eingestellt.
Im April 1925 stellte Werkspilot Max Cartier mit der MA-7 einen schweizerischen Höhenrekord von 9800 m ü. M. auf.

## Technische Daten

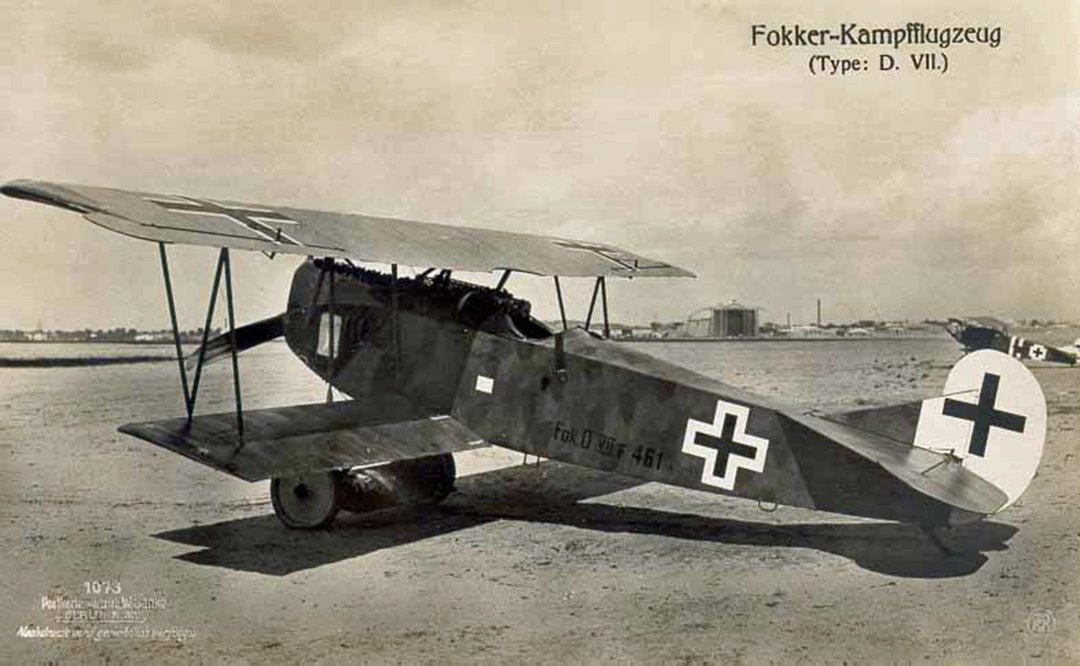
Analoges Flugzeug Fokker D.VII

| Kenngröße             | Daten                        |
| --------------------- | ---------------------------- |
| Besatzung             | 1                            |
| Länge                 | 6,61 m                       |
| Spannweite            | 9,91 m                       |
| Höhe                  | 2,79 m                       |
| max. Startmasse       | 1213 kg                      |
| Höchstgeschwindigkeit | 235 km/h                     |
| Dienstgipfelhöhe      | 7600 m                       |
| Reichweite            | 300 km                       |
| Triebwerk             | ein Hispano Suiza HS-42 8 Fb |
| Bewaffnung            | vorg. Fl-MG im Rumpf         |